# Martin H. Jung
Martin H. Jung (* 22. Juli 1956 in Bietigheim-Bissingen) ist evangelischer Theologe und Professor für Historische Theologie.

## Leben
Marrin Jung engagierte sich nach dem 1975 in Bietigheim abgelegten Abitur zunächst im freiwilligen sozialen Friedensdienst für die Aktion Sühnezeichen in Israel, zusammen mit dem später römisch-katholischen Priester Manfred Deselaers. Von 1977 bis 1984 studierte er Evangelische Theologie in Tübingen und Berlin und legte dann das 1. Kirchliche Examen in der Württembergischen Landeskirche ab. Sein Vikariat, verbunden mit Religionsunterricht an weiterführenden Schulen, verbrachte Jung in Lauffen am Neckar und wurde 1987 nach dem 2. Kirchlichen Examen ordiniert. Von 1987 bis 1990 war er Assistent bei Ulrich Köpf in Tübingen und wurde 1990 mit einer Arbeit über Die württembergische Kirche und die Juden in der Zeit des Pietismus promoviert. Nach zwei Jahren Pfarrdienst und Religionsunterricht in Nehren kehrte Jung an die Universität Tübingen zurück und wurde dort 1996 habilitiert (Habilitationsschrift: Frömmigkeit und Theologie bei Philipp Melanchthon. Das Gebet im Leben und in der Lehre des Reformators). Sowohl während der Promotions- als auch während der Habilitationszeit übte er Lehrtätigkeiten in Tübingen aus. 1996 vertrat Jung eine Professur in Siegen, bevor er 1997 eine Assistenzprofessur in Basel übernahm. 2002 erhielt er den Ruf nach Osnabrück und hat seitdem dort am Institut für Evangelische Theologie den Lehrstuhl für Historische Theologie: Kirchengeschichte, Dogmen-, Theologie- und Konfessionsgeschichte sowie Ökumenische Theologie inne. Über Forschung und Lehre hinaus beteiligt Jung sich in hohem Maße auch an der akademischen Selbstverwaltung.

## Veröffentlichungen (Auswahl)
Monographien
- Die württembergische Kirche und die Juden in der Zeit des Pietismus (1675–1780) (Studien zu Kirche und Israel 13). Berlin 1992 [zugl. Tübingen, Univ., Diss., 1990].
- Frömmigkeit und Theologie bei Philipp Melanchthon. Das Gebet im Leben und in der Lehre des Reformators (Beiträge zur historischen Theologie 102). Tübingen 1998 [zugl. Tübingen, Univ., Habil., 1995/96].
- Frauen des Pietismus. Von Johanna Regina Bengel bis Erdmuthe Dorothea von Zinzendorf. Zehn Porträts. Gütersloh 1998.
- Der Protestantismus in Deutschland von 1815 bis 1870 (Kirchengeschichte in Einzeldarstellungen III/3). Leipzig 2000.
- Der Protestantismus in Deutschland von 1870 bis 1945 (Kirchengeschichte in Einzeldarstellungen III/5). Leipzig 2002.
- »Ein Prophet bin ich nicht...«. Johann Albrecht Bengel. Theologe, Lehrer, Pietist. Stuttgart 2002.
- Einführung in die Theologie, unter Mitwirkung von Tim Lindfeld und Stephanie Gwosdz. Darmstadt 2004, Hörbuch: Darmstadt 2008.
- Pietismus (Fischer kompakt). Frankfurt/Main 2005, 2. Aufl. 2014.
- Die Reformation. Theologen, Politiker, Künstler. Göttingen 2008, japanische Übersetzung Tokyo 2017.
- Juden und Christen. Die Geschichte der christlich-jüdischen Beziehungen. Darmstadt 2008.
- Kirchengeschichte (Grundwissen Christentum 3). Göttingen 2010.
- Philipp Melanchthon und seine Zeit. Göttingen 2010, 2., verb. Aufl. 2010, japanische Übersetzung Tokyo 2012, ungarische Übersetzung Budapest 2012, koreanische Übersetzung Seoul 2013.
- Reformation und Konfessionelles Zeitalter (1517–1648) (Basiswissen Theologie und Religionswissenschaft). Göttingen 2012.
- Kirchengeschichte (UTB basics). Tübingen 2014, 3. Aufl. 2022.
- Die Reformation. Wittenberg – Zürich – Genf. 1517–1555 (marixwissen), Wiesbaden 2016, 2. Aufl. 2017.

Sammelbände und Editionen
- Ich rufe zu dir. Gebete des Reformators Philipp Melanchthon, unter Mitarbeit von Gerhard Weng, hg. von Klaus-Dieter Kaiser im Auftrag des Melanchthon-Komitees der EKD. Frankfurt/Main 1996, 2., verb. Aufl. 1997, 3. Aufl. 1997, 4. Aufl. 2010.
- "Mein Herz brannte richtig in der Liebe Jesu". Autobiographien frommer Frauen aus Pietismus und Erweckungsbewegung (Theologische Studien). Aachen 1999.
- Christian Adam Dann und Albert Knapp: Wider die Tierquälerei. Frühe Aufrufe zum Tierschutz aus dem württembergischen Pietismus (Kleine Texte des Pietismus 7). Leipzig 2002.
- Nonnen, Prophetinnen, Kirchenmütter. Kirchen- und frömmigkeitsgeschichtliche Studien zu Frauen der Reformationszeit. Leipzig 2002.
- Theologen des 16. Jahrhunderts. Humanismus, Reformation, Katholische Erneuerung. Eine Einführung, hg. gem. mit Peter Walter. Darmstadt 2002.
- Theologen des 17. und 18. Jahrhunderts. Konfessionelles Zeitalter, Pietismus, Aufklärung, hg. gem. mit  Peter Walter. Darmstadt 2003.
- Nachfolger, Visionärinnen, Kirchenkritiker. Theologie- und frömmigkeitsgeschichtliche Studien zum Pietismus. Leipzig 2003.
- Wagnis Versöhnung. Das „Dattelner Abendmahl“, Etienne Bach, Gertrud Kurz und die „Kreuzritter für den Frieden“. Mit einer Neuedition von Etienne Bachs Vortrag „Wie ich als Franzose mit Deutschen zusammenarbeiten möchte“ (1931) (Osnabrücker Studien zur Historischen und Ökumenischen Theologie 1). Aachen 2014.
- Orte der Reformation: Osnabrück, hg. gem. mit Friedemann Pannen. Leipzig 2015.
- Luther lesen. Die zentralen Texte, hg. vom Amt der VELKD. Göttingen 2016, 2., verb. und erw. Aufl. 2016, Hörbuch: Göttingen 2017.
- mit Friedrike Mühlbauer: Frauen ergreifen das Wort. Flugschriften von Autorinnen der Reformation in heutigem Deutsch. Brill Schöningh, Paderborn 2022.